# Perú en los Juegos Paralímpicos de Atenas 2004
La participación de Perú en los Juegos Paralímpicos de Atenas 2004 fue la quinta actuación paralímpica del país. La delegación peruana estuvo compuesta por 5 atletas —4 hombres y 1 mujer— que compitieron en 4 deportes.

## Deportistas
Los deportistas peruanos que participaron en Atenas 2004 fueron:
| - Atletismo (1): - Pompilio Falconi (Lanzamiento de jabalina). - Equitación (1): - Rosa Loewenthal. | - Halterofilia (1): - Juan Chávez (Potencia). - Natación (2): - Jimmy Eulert. - José Gonzales-Mugaburu. |

## Detalle por deporte

### Atletismo
| Atleta           | Evento       | Final     | Final    |
| Atleta           | Evento       | Distancia | Posición |
| ---------------- | ------------ | --------- | -------- |
| Pompilio Falconi | Jabalina F42 | 43,03     | 7        |

### Equitación
| Atleta          | Evento                 | Final  | Final    |
| Atleta          | Evento                 | Puntos | Posición |
| --------------- | ---------------------- | ------ | -------- |
| Rosa Loewenthal | Estilo libre - Grado I | 68,875 | 8        |
| Rosa Loewenthal | Campeonato - Grado I   | 66,842 | 8        |

### Halterofilia
| Atleta      | Evento | Final | Final    |
| Atleta      | Evento | Total | Posición |
| ----------- | ------ | ----- | -------- |
| Juan Chávez | 75 kg  | ——    | ——       |

### Natación
| Atleta                 | Evento               | Preliminar    | Preliminar    | Final         | Final             |               |
| Atleta                 | Evento               | Tiempo        | Posición      | Tiempo        | Posición          |               |
| ---------------------- | -------------------- | ------------- | ------------- | ------------- | ----------------- | ------------- |
| Jimmy Eulert           | 50 metros braza S3   | 55.99         | 2             | 55.76         | Medalla de bronce |               |
| Jimmy Eulert           | 50 metros libre S3   | 49.98         | 1             | 50.22         | Medalla de bronce |               |
| Jimmy Eulert           | 100 metros libre S3  | Descalificado | Descalificado | Descalificado | Descalificado     | Descalificado |
| José Gonzales-Mugaburu | 100 metros braza S7  | 1:29.50       | 5             | ——            | ——                |               |
| José Gonzales-Mugaburu | 100 metros pecho SB6 | ——            | ——            | 1:43.26       | 7                 |               |